# Carlo Westphal
Carlo Westphal (Wolmirstedt, Saxònia-Anhalt, 25 de novembre de 1985) és un ciclista alemany, professional des del 2005 fins al 2009.
En el seu palmarès destaca una victòria d'etapa al Tour del Benelux de 2008.

## Palmarès
- 2003
  - 1r a la Volta a la Baixa Saxònia júnior
- 2004
  - 1r a la Cottbus - Görlitz - Cottbus
  - Vencedor d'una etapa de la Volta a Turíngia
- 2008
  - Vencedor d'una etapa del Tour del Benelux